# Jakub Uchański

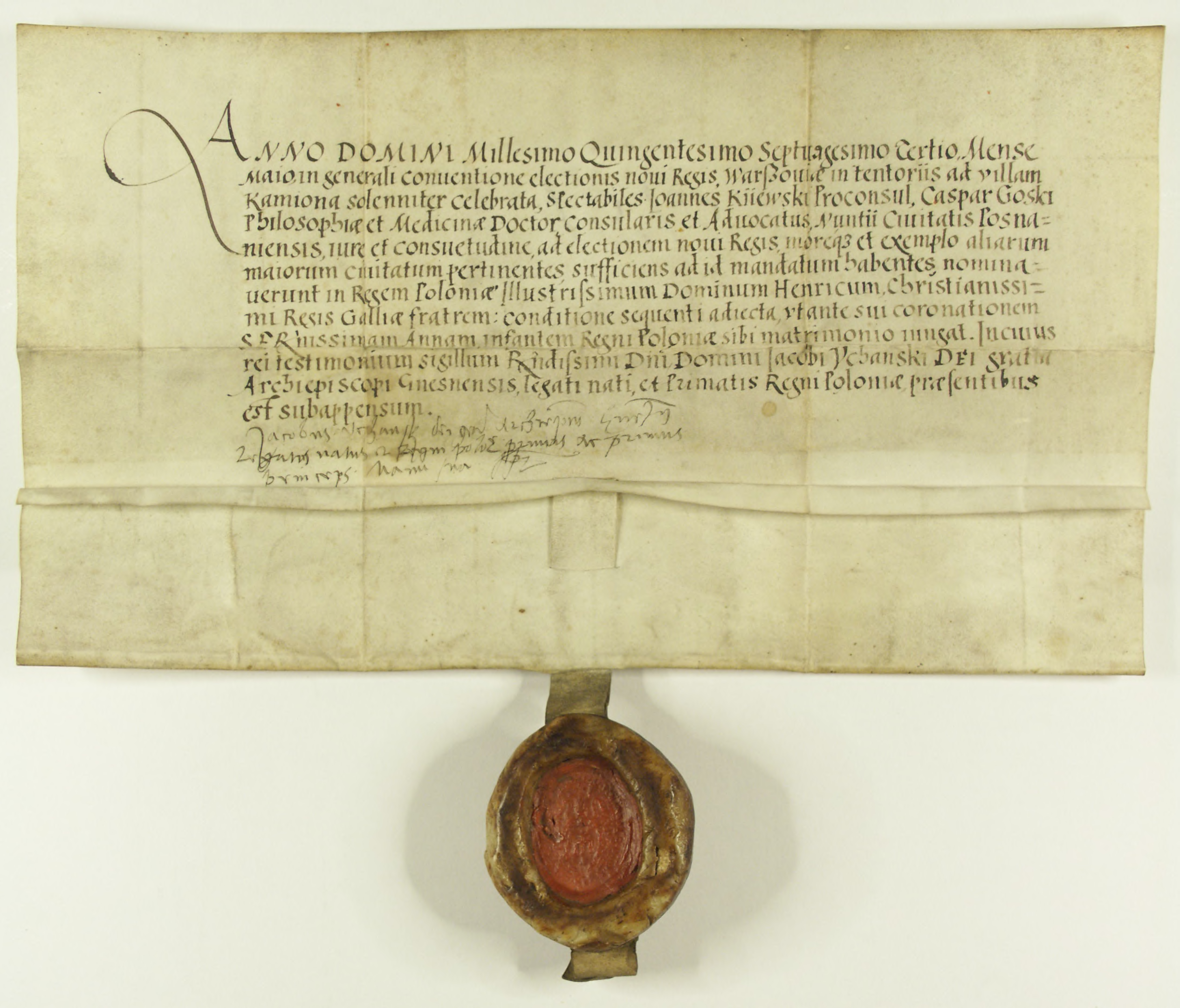
Prymas Jakub Uchański zaświadcza, że na sejmie elekcyjnym 1573 r. posłowie miasta Poznania głosowali na Henryka [Walezego] ze zbiorów Archiwum Państwowego w Poznaniu)

Jakub Uchański herbu Radwan (ur. w 1502 roku we wsi Uchanie, zm. 5 kwietnia 1581 roku w Łowiczu) – arcybiskup gnieźnieński i prymas Polski od 1562, biskup włocławski od 1561 (wybrany już w 1557), biskup chełmski od 1551, sekretarz wielki koronny od 1548 roku, archidiakon warszawski w 1549 roku, dziekan płocki w 1548 roku, kanonik krakowski w 1538 roku, kanonik chełmski w 1536 roku, sekretarz i zarządca dóbr królowej Bony, interrex po śmierci Zygmunta II Augusta i ucieczce Henryka Walezego, bibliofil.

## Życiorys
Należał do najbliższego otoczenia królowej Bony. Otrzymał święcenia nie posiadając gruntowniejszych studiów teologicznych. Opowiadał się za porozumieniem z protestantami, potajemnie sprzyjał reformacji, zwolennik rozluźnienia zależności Kościoła katolickiego w Polsce od Rzymu.
Jako kanonik uczęszczał potajemnie m.in. wraz z Andrzejem Fryczem Modrzewskim na tajne dysputy teologiczne w duchu różnowierczym spowiednika Bony Franciszka Lismanina. Był zwolennikiem powstania polskiego kościoła narodowego, zachowującego jednak łączność z Rzymem.
Referendarz wielki koronny od 1538 roku. Sędzia sejmowy w 1569 roku.
Uczestniczył w synodzie w Warszawie w 1561 roku. Jako przedstawiciel Korony Królestwa Polskiego podpisał akt unii lubelskiej 1569 roku.
Był interreksem polskim po śmierci Zygmunta II Augusta od 1572 do 1573 roku kiedy królem został Henryk Walezy i od 1574 do 1575 tj. do objęcia władzy przez Annę Jagiellonkę. Był uczestnikiem zjazdu w Łowiczu 23 lipca 1572 roku. W 1572 sułtan Selim II zalecał szlachcie jego kandydaturę, obok kandydatur marszałka wielkiego koronnego Jana Firleja i hetmana wielkiego koronnego Jerzego Jazłowieckiego. Podpisał dyplom elekcji Henryka III Walezego. 21 lutego 1574 koronował w katedrze wawelskiej Henryka Walezego na króla Polski.
Był uczestnikiem zjazdu w Stężycy w 1575 roku. W 1575 roku w czasie wolnej elekcji głosował na cesarza Maksymiliana II Habsburga. 12 grudnia 1575 stojąc na czele Senatu obwołał wraz z senatorami królem Polski cesarza rzymskiego Maksymiliana II Habsburga, lecz kandydatura ta przepadła wobec masowych protestów szlachty. Z tłumu szlachty w  stronę Uchańskiego padły nawet strzały.

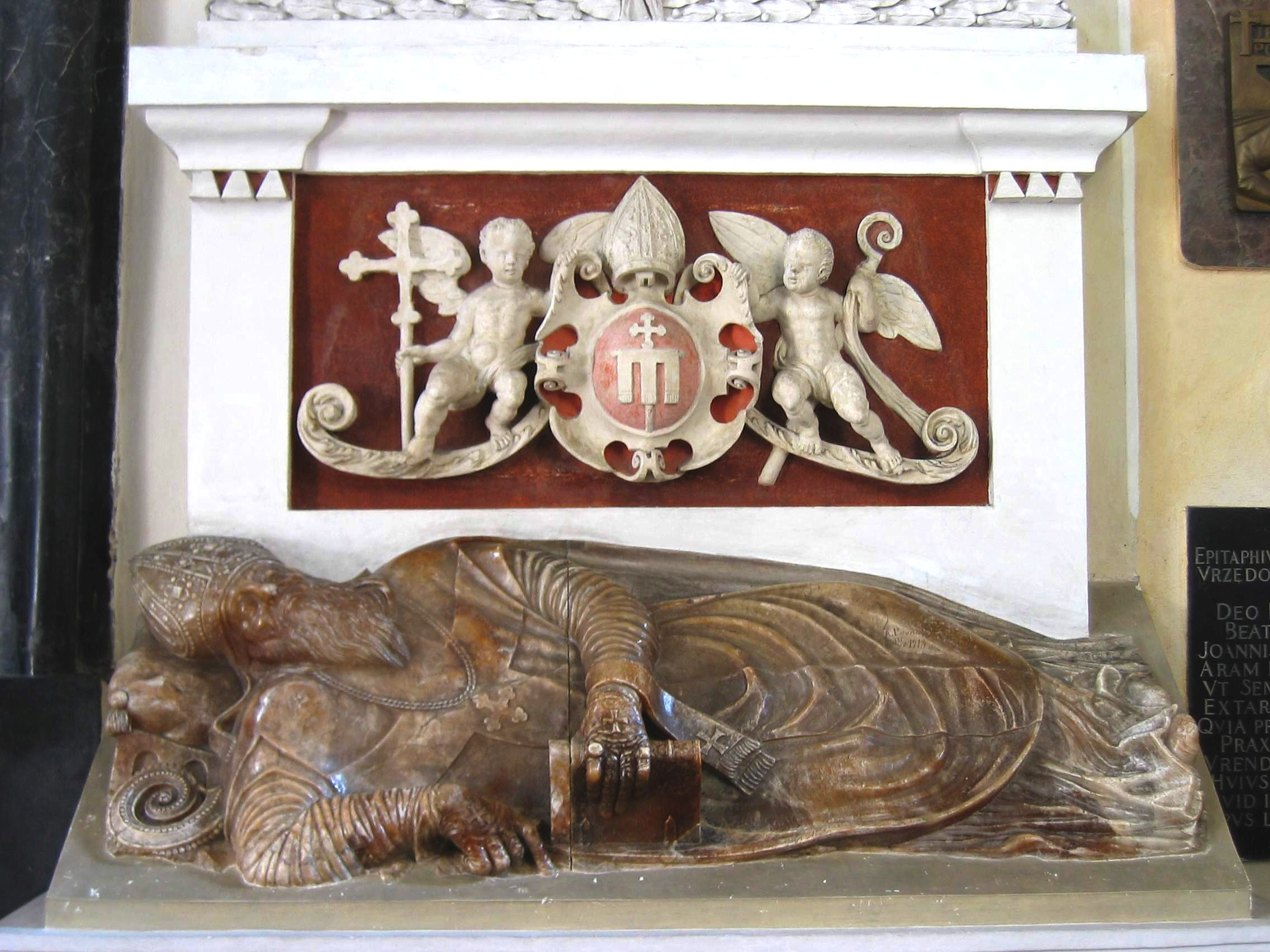
Nagrobek biskupa dłuta Jana Michałowicza z Urzędowa

Został pochowany w kolegiacie łowickiej.